# 終身犯
『終身犯』（しゅうしんはん 原題：Birdman of Alcatraz）は、1962年制作のアメリカ合衆国の映画。ジョン・フランケンハイマー監督、バート・ランカスター主演。
終身刑を宣告された囚人でありながら、獄中で鳥類の研究を続け、鳥類学の権威となったロバート・フランクリン・ストラウドの実話の映画化。第35回アカデミー賞4部門（主演男優賞、助演男優賞、助演女優賞、撮影賞（白黒作品部門））にノミネートされた。また、バート・ランカスターがヴェネツィア国際映画祭 男優賞と英国アカデミー賞 主演男優賞を受賞した。

## あらすじ
20世紀初頭、ロバート・フランクリン・ストラウドは恋人に乱暴した男を殺した罪で懲役12年の刑に処せられ、服役していたが、面会に来た母エリザベスを侮辱した看守を殺してしまい、死刑を宣告されてしまう。しかし、エリザベスがウィルソン大統領夫人に嘆願運動を行なった結果、終身刑に減刑される。
ある日、ロバートは一羽の小鳥を保護する。その世話をするうちに鳥への興味が湧いてきた彼は鳥の研究を始め、ついにはその権威にまで登りつめる。さらに、彼の論文を読んで興味を抱いた未亡人ステラと獄中結婚までする。
しかし、前の看守長だったシューメイカーの差金で刑務所の管理方針が変わり、小鳥の飼育が禁止されそうになると、ロバートは世間に問題を提起して刑務所側と対抗した。結局、ロバートがアルカトラズ刑務所へ移送される事で決着したものの、そこの所長はそのシューメイカーであった。鳥の飼育を禁止されたロバートは、今度は法律の勉強を始める。
ある日、刑務所内で待遇の悪さに怒った囚人たちが暴動を起こす。終始冷静な態度を貫き、事態の収拾に努めたロバートはその態度を高く評価され、ミズーリ州の刑務所へ移送された。平穏な獄中生活に戻ったロバートは、心おきなく以前のように鳥類の研究に没頭するのであった。

## キャスト
| 役名                               | 俳優                             | 日本語吹替                                              | 日本語吹替          |
| 役名                               | 俳優                             | NET版                                                   | TBS版               |
| ---------------------------------- | -------------------------------- | ------------------------------------------------------- | ------------------- |
| ロバート・フランクリン・ストラウド | バート・ランカスター             | 久松保夫                                                | 久松保夫            |
| ハーヴェイ・シューメイカー         | カール・マルデン                 | 島宇志夫                                                | 吉沢久嘉            |
| エリザベス・ストラウド             | セルマ・リッター                 | 河村久子                                                | 高村章子            |
| ブル・ランサム                     | ネヴィル・ブランド               | 渡部猛                                                  | 渡部猛              |
| ステラ・ジョンソン                 | ベティ・フィールド               | 麻生美代子                                              |                     |
| フェト・ゴメス                     | テリー・サバラス                 | 小林清志                                                | 飯塚昭三            |
| トーマス・E・ガッディス            | エドモンド・オブライエン         | 川久保潔                                                |                     |
| アルバート・コムストック           | ヒュー・マーロウ                 | 保科三良                                                |                     |
| エリス                             | ウィット・ビセル                 | 寺島幹夫                                                |                     |
| クレイマー                         | クラハン・デントン               | 千葉耕市                                                | 田中康郎            |
| ジェス・ヤンガー                   | ジェームズ・ウェスターフィールド | 吉沢久嘉                                                |                     |
| 不明 その他                        | N/A                              | 上田敏也 朝戸正明 村松康雄 岡部政明 西山連              |                     |
| 日本語版スタッフ                   |                                  |                                                         |                     |
| 演出                               | 演出                             | 小林守夫                                                |                     |
| 翻訳                               | 翻訳                             | 木原たけし                                              | 木原たけし          |
| 効果                               | 効果                             | 芦田公雄                                                |                     |
| 調整                               |                                  |                                                         |                     |
| 制作                               | 制作                             | 東北新社                                                |                     |
| 解説                               | 解説                             | 淀川長治                                                |                     |
| 初回放送                           | 初回放送                         | 1968年9月29日 『日曜洋画劇場』 21:00-23:00 正味99分37秒 | 1974年1月10日・17日 |

※TBS版はDVD収録。正味140分

## 当時者の反応
アルカトラズ刑務所の元受刑者たちは、実際のストラウドは「書籍や映画で描かれたよりももっと陰険で、危険で、不快な人物だった。」と述べた。そのうちの1人は、「ストラウドは残酷な殺人者だったのであり、ストラウド役を演じたバート・ランカスターは自分たち全員に謝罪すべきだと思う。」と語っている。